# 2235 Vittore
2235 Vittore este un asteroid din centura principală, descoperit pe 5 aprilie 1924 de Karl Reinmuth.